# クロモンツキ
クロモンツキ（学名：Acanthurus nigricauda、英名：epaulette surgeonfish）は、ニザダイ科に分類される魚の一種。インド太平洋に分布する。

## 分類と名称
クロモンツキは、1929年にドイツの動物学者であるPaul Georg Egmont DunckerとErna Mohrによって Acanthurus gahhm の亜種として初めて正式に記載され、タイプ標本はパプアニューギニアのビスマルク諸島にあるニューアイルランド島北東のセント・マタイアス諸島のムサウ島から採集された。1987年にJohn Ernest Randallによって独自の種とされた。
英名はepaulette surgeonfish、black-barred surgeonfish、eye-line surgeonfish、shoulderbar surgeonfish、white-tail surgeonfish、blackstreak surgeonfishがある。種小名は「黒い尾」という意味で、当時亜種の関係とされていた A. gahhm と比べて尾柄が暗褐色であることに由来する。ただし、体色は変異が大きい。

## 分布と生息地
東アフリカ、マダガスカルからトゥアモトゥ諸島、南日本からオーストラリア北部・東部、ニューカレドニアまで、インド洋から太平洋中部までの熱帯から亜熱帯海域に分布する。砂底や岩場、湾、ラグーン、サンゴ礁の斜面など、水深約30 mまでの場所に生息する。同属の他のほとんどの種とは異なり、サンゴの上に生息することはめったにない。

## 形態

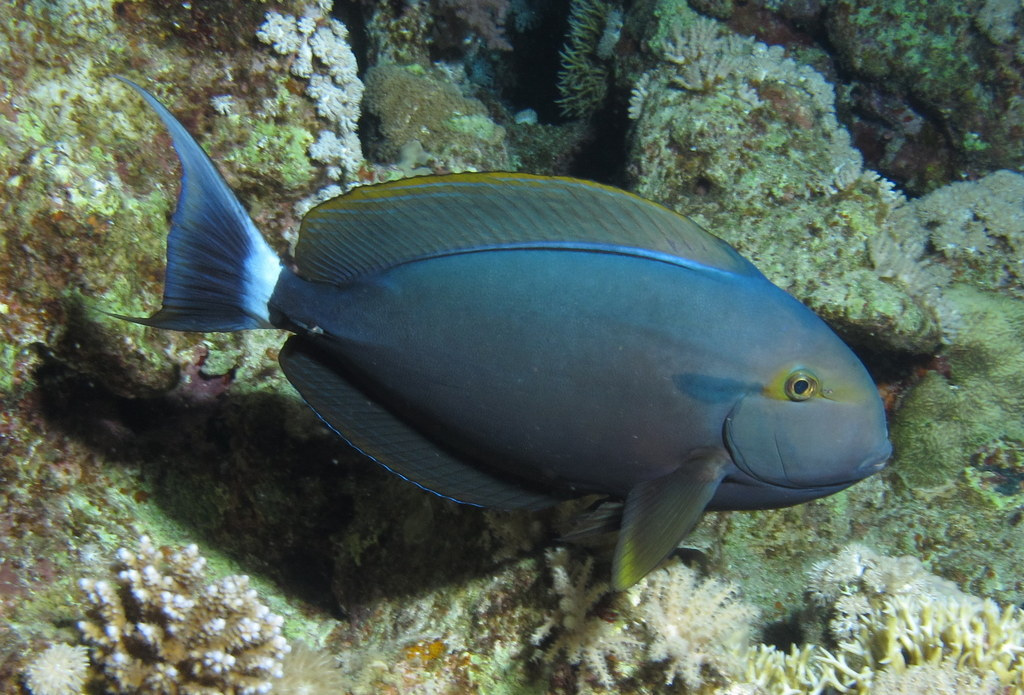
本種と混同されていた Acanthurus gahhm

体は側扁した楕円形で、全長は最大40 cmに達する。頭部の輪郭は凸型で、目はかなり突き出ており、目のすぐ前に2対の鼻孔がある。背鰭は9棘と25 - 28軟条から、臀鰭は3棘と23 - 26軟条から成る。尾鰭は三日月形である。体は小さな鱗で覆われ、滑らかな外観をしており、側線は不明瞭である。頭部は通常、体よりも青白く、体は均一な色合いだが、気分によって、淡い灰色から暗褐色、またはほぼ黒まで体色が変わる。目の後ろには太い暗色斑が入り、鰓蓋まで伸びている。尾柄にある一対の鋭い骨質板の前には細い黒色斑がある。A. gahhm とはこの黒色斑の長さで判別できる。背鰭は黄色がかっており、縁には青い縁取りの黒い線があり、臀鰭は灰色で縁は青い。胸鰭はオレンジ色の基部を持ち、灰色、黄色、半透明の縞模様があり、尾鰭は基部が白く、外側は暗い青色の縁取りがある。Acanthurus tennenti とは眼後方の模様で区別できる。

## 生態
群れを作る種であり、モンツキハギなどの他種と混合した群れを作ることもある。サンゴや岩の近くの砂地に生える藻類を食べるが、胃の中の藻類の割合は低く、藻類の中のデトリタスを主に食べている。
雌雄ともに体長約15 cmで成熟する。繁殖期には大群が集まり、雌雄ともに配偶子を水中に放出する。尾柄の骨質板は非常に鋭く、尾を横に突き出すと現れ、ライバルを攻撃したり、捕食者から身を守ったりする。幼魚は成魚よりも体が短く、体高が高い。体色は濃い茶色で暗色斑は無く、尾鰭は黄色がかっていて切れ込みが無く、体長5 - 10cmになると徐々に色が変わる。

## 利用
沖縄県では食用として利用されている。